# Rocha supracrustal
Em geologia, rochas supracrustais são rochas do embasamento metamorfisadas de protolitos sedimentares ou vulcânicos.